# レプソル

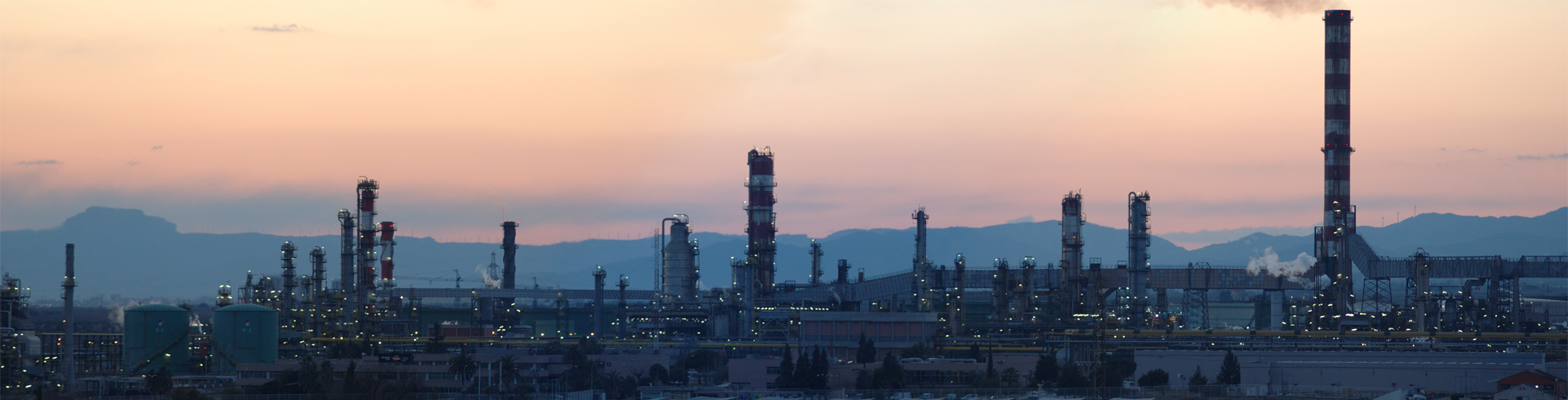
レプソルの石油精製コンビナート（スペイン タラゴナ州ポブラデマフメト）

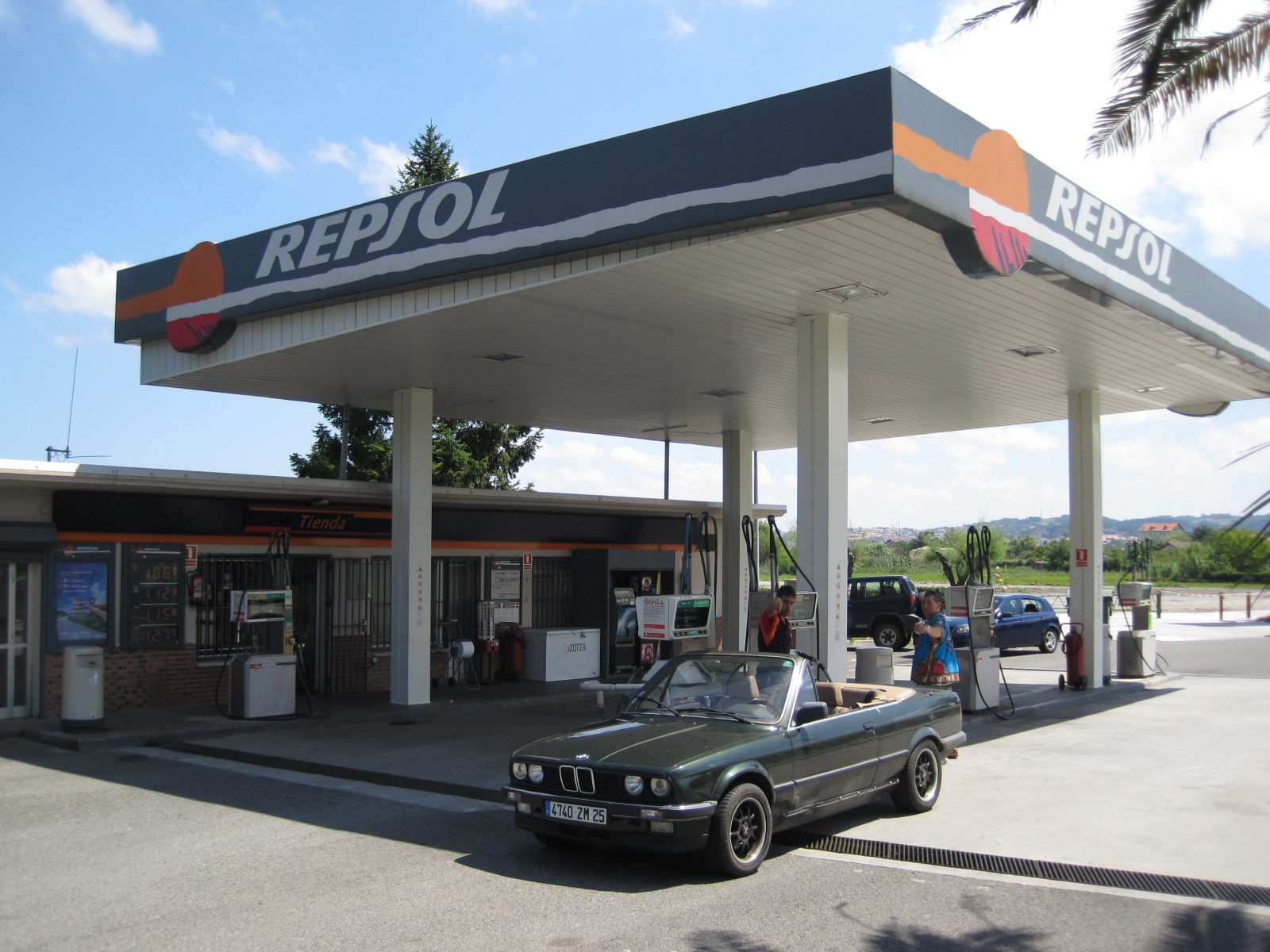
サービスステーション

レプソル S.A.（Repsol S.A.）は、スペインの石油とガスの複合多国籍企業である。28カ国に活動拠点を持ち、従業員数は2022年時点、世界で約24,000人。

## 事業内容

2012年から2025年まで使用されたロゴ。

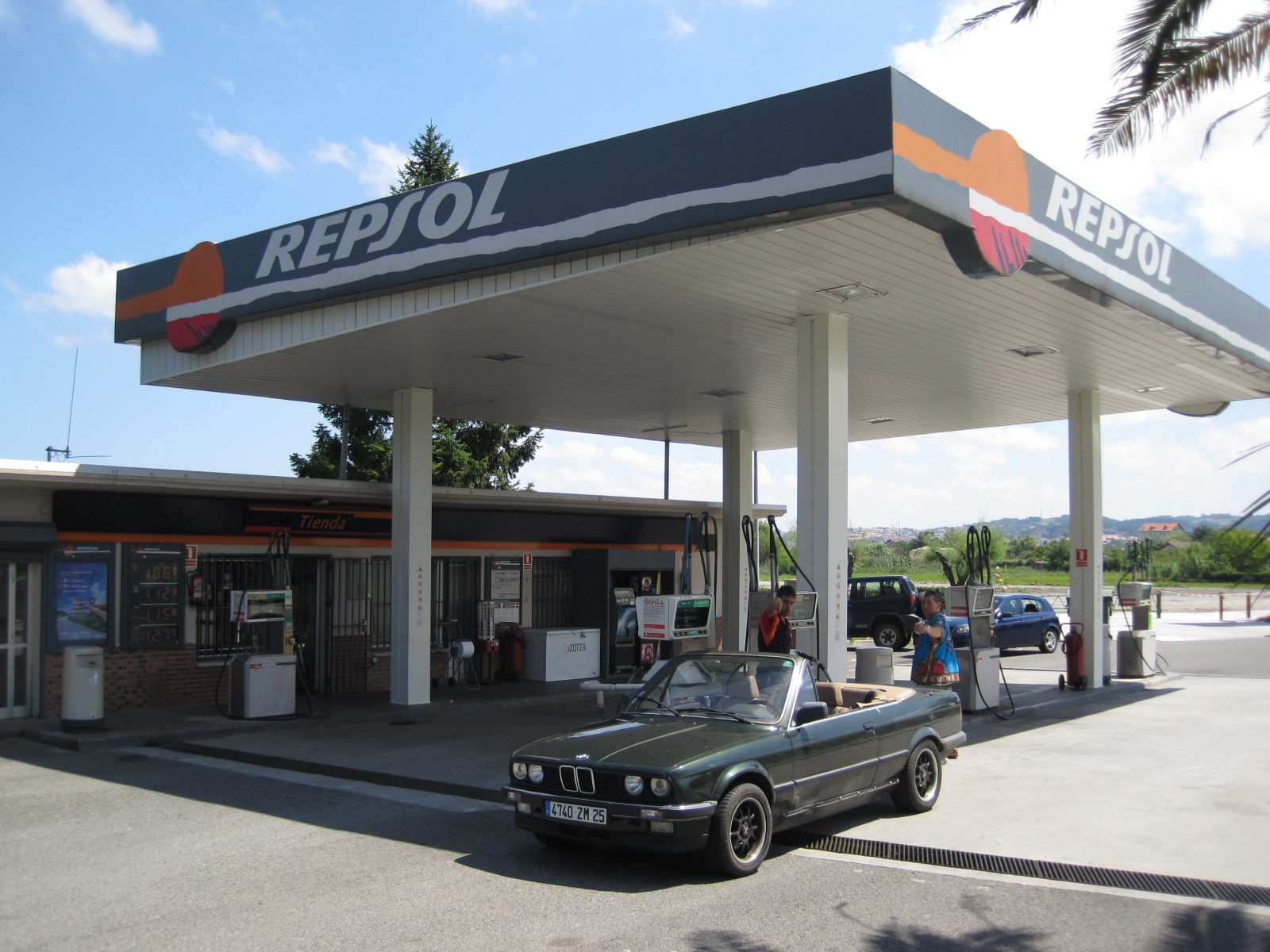
サービスステーション

スペインに5カ所、アルゼンチンに3カ所、ペルーに1カ所の計9カ所の製油所を持ち、日産120万バレル以上の精製能力を有する。また、アルゼンチンの他の製油所やブラジルの2つの製油所とも協力関係にある。
ヨーロッパや中南米を中心に6,900カ所以上の販売拠点ネットワークを持ち、石油製品の販売を行なっている。液化天然ガス(LPG)では年間300万トン程の販売実績があり、世界第3位の企業となっている。
化学工業分野においては、レプソルはスペインに2カ所、アルゼンチンに3カ所の計5カ所のコンビナートを稼働させている。ヨーロッパ南部とメルコスールの各国が主な市場となっている。

## 財務指標
2004年12月31日現在の資本としては、額面1ユーロの株式が1,220,863,463株発行されており、マドリード、ニューヨーク、ブエノスアイレスの各証券取引所で公開されている。レプソルはスペイン株式市場の最も重要な取引指標であるIBEX 35の中の1社となっている。

## 経営者
2004年10月、アルフォンソ・コルティナ (Alfonso Cortina)の辞任を受けて、代表がアントニオ・ブルファウ (Antonio Brufau Niubo)に代わった。

## 歴史
- 1948年 : カルタヘナにおいてREPESA社が設立される。
- 1981年 : INH (Instituto Nacional de Hidrocarburos) 設立。
- 1986年 : レプソルグループ創設（INHが唯一の株主）。
- 1989年 : INHはレプソルの民営化を始める。レプソルはスペインとニューヨーク証券取引所に上場した。
- 1991年 : Gas Natural社設立。
- 1997年 : INHはレプソルの民営化の過程を完了した。
- 1998年 : YPFの購入提案。
- 1999年 : レプソルによるYPFの買収。
- 2007年 : エンリケ・エスケナシが支配するアルゼンチン企業のピーターセン・グループによる14.9%の購買。
- 2008年11月 : ルクオイルはレプソルYPF株の約30%の取得を希望した。
- 2009年 : キューバ領内での掘削に関する協定を結ぶ。
- 2010年 : イランで100億ドルと見積もられた投資の約定書に署名[1]。
- 2012年 : アルゼンチンとレプソルYPFはレプソルのアルゼンチンにおけるYPF設備の国有化で争う[2]。
- 2012年 : アルゼンチンによるYPFの接収[3]。

## モータースポーツ
1970年代から各カテゴリーの支援活動を精力的に行っており、80年代からはトップ選手のスポンサードも多い。
1995年から2024年までの30年間、ホンダ・レーシングと共にホンダワークスチームのレプソル・ホンダを運営し、MotoGPに参戦していた。ミック・ドゥーハン、アレックス・クリビーレ、バレンティーノ・ロッシ、ニッキー・ヘイデン、ケーシー・ストーナー、マルク・マルケスなどのライダーとタイトルを獲得した。F1では、1998年にジョーダン・グランプリ、1999年から2000年にはアロウズをスポンサードした。
また1997年まで、2回のWRCチャンピオンであるカルロス・サインツ、近年はフアン・ベラルデなどスペイン出身の選手をスポンサードしている。

モータースポーツでは白地に赤、黄、青（もしくは黒）を組み合わせた色を使用し、そのカラーパターンは”レプソルカラー”と呼ばれるほどモータースポーツ界に浸透している。

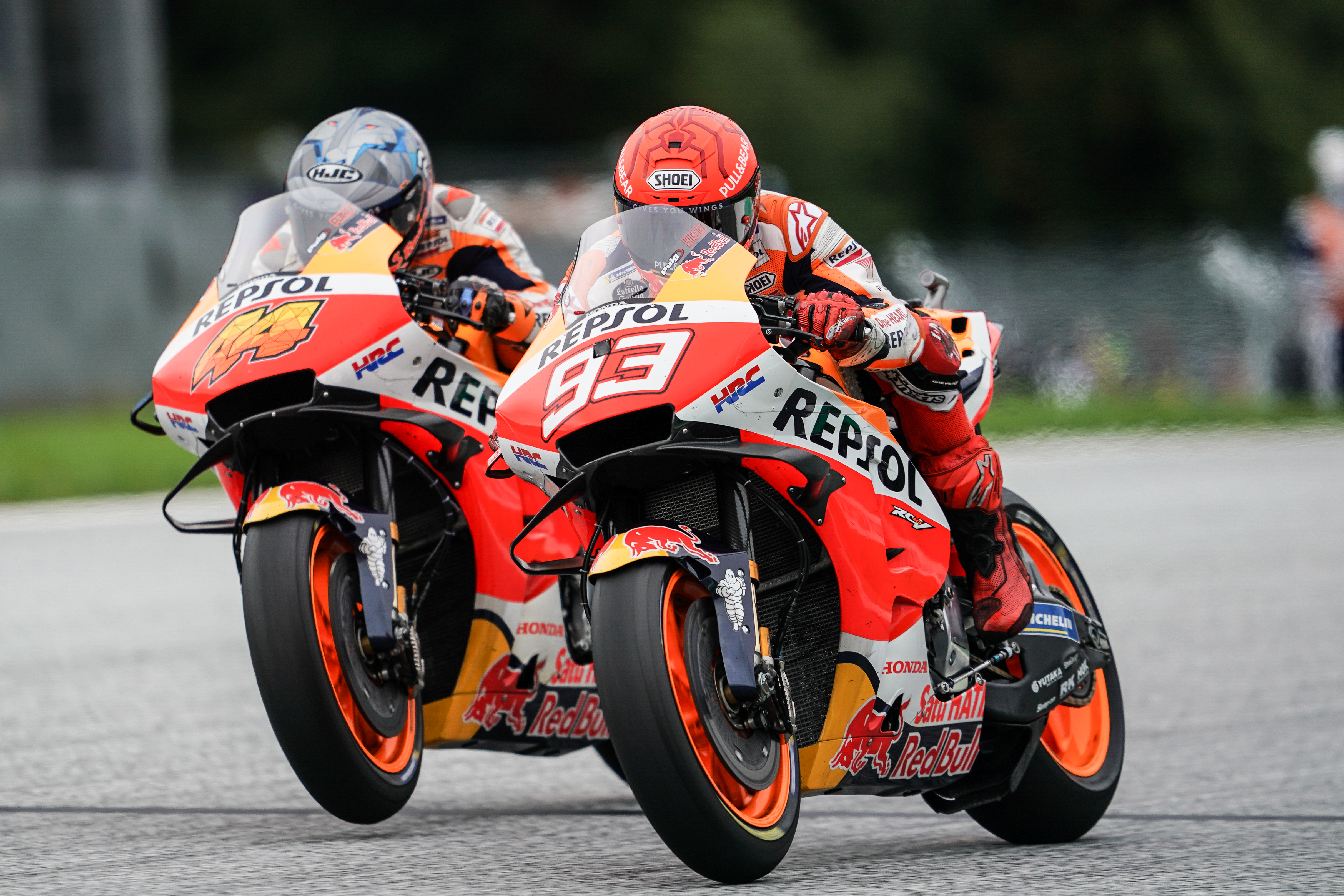
ホンダ・RC213V
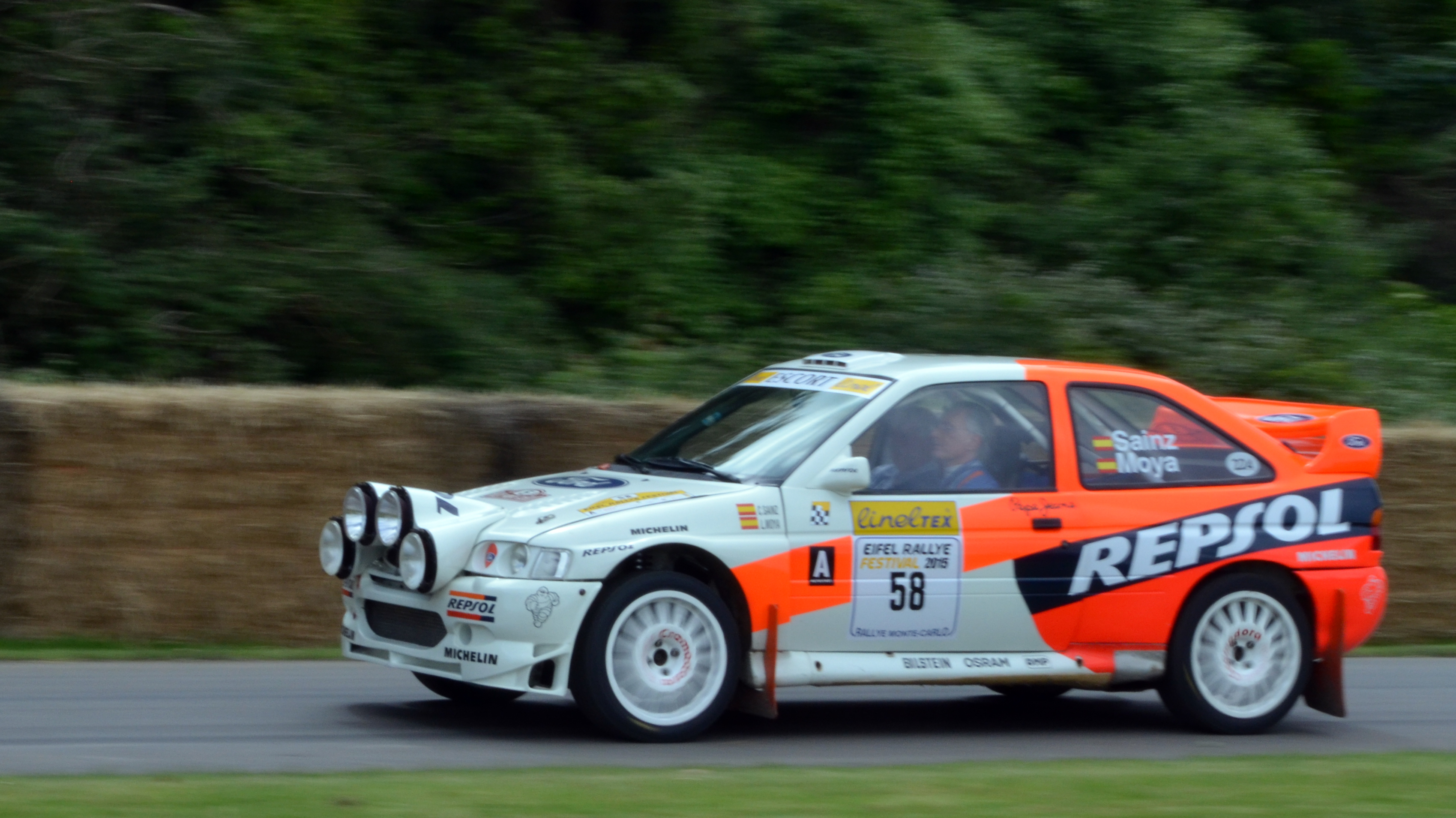
フォード・エスコートRSコスワース
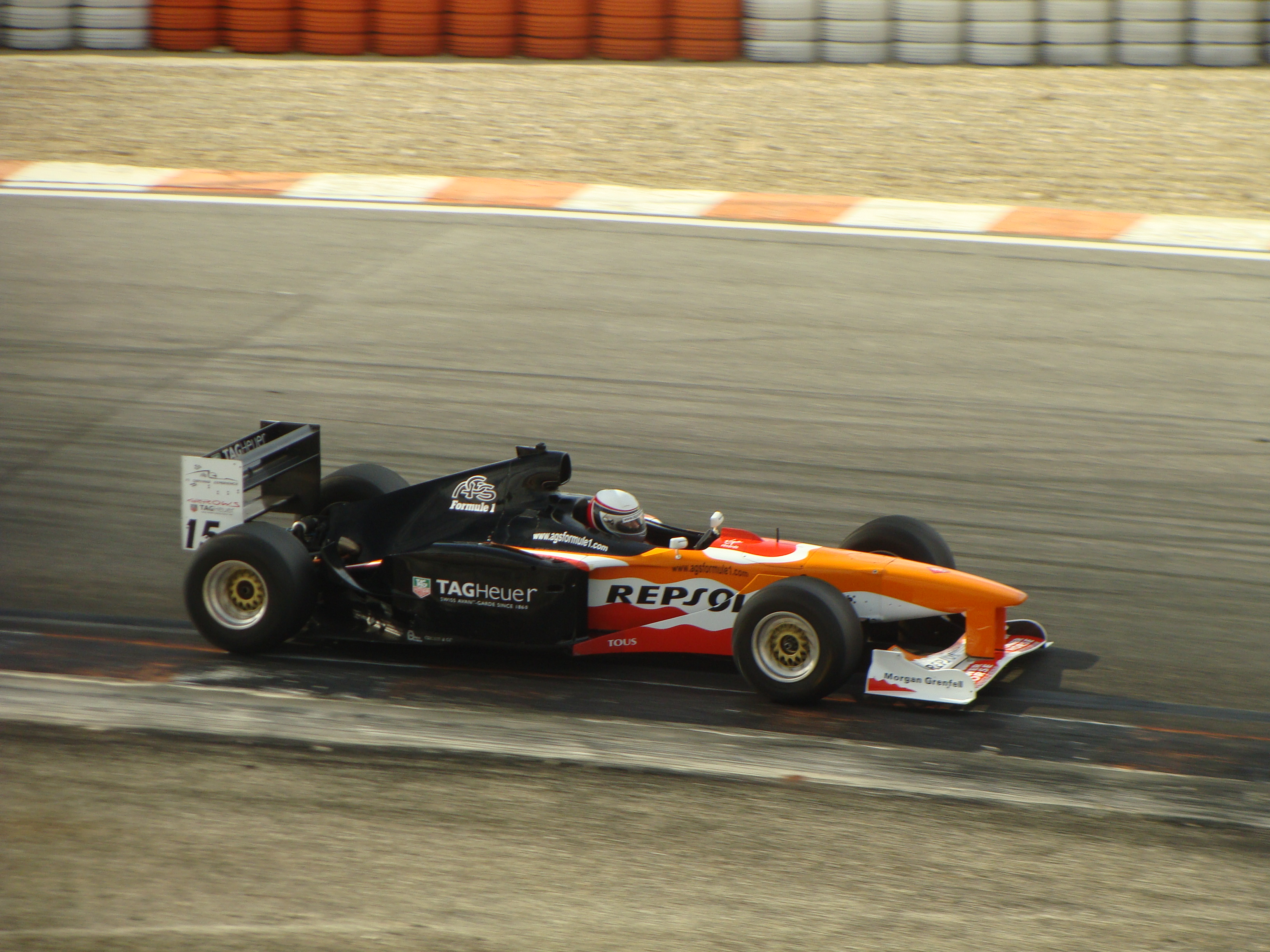
アロウズ・A20
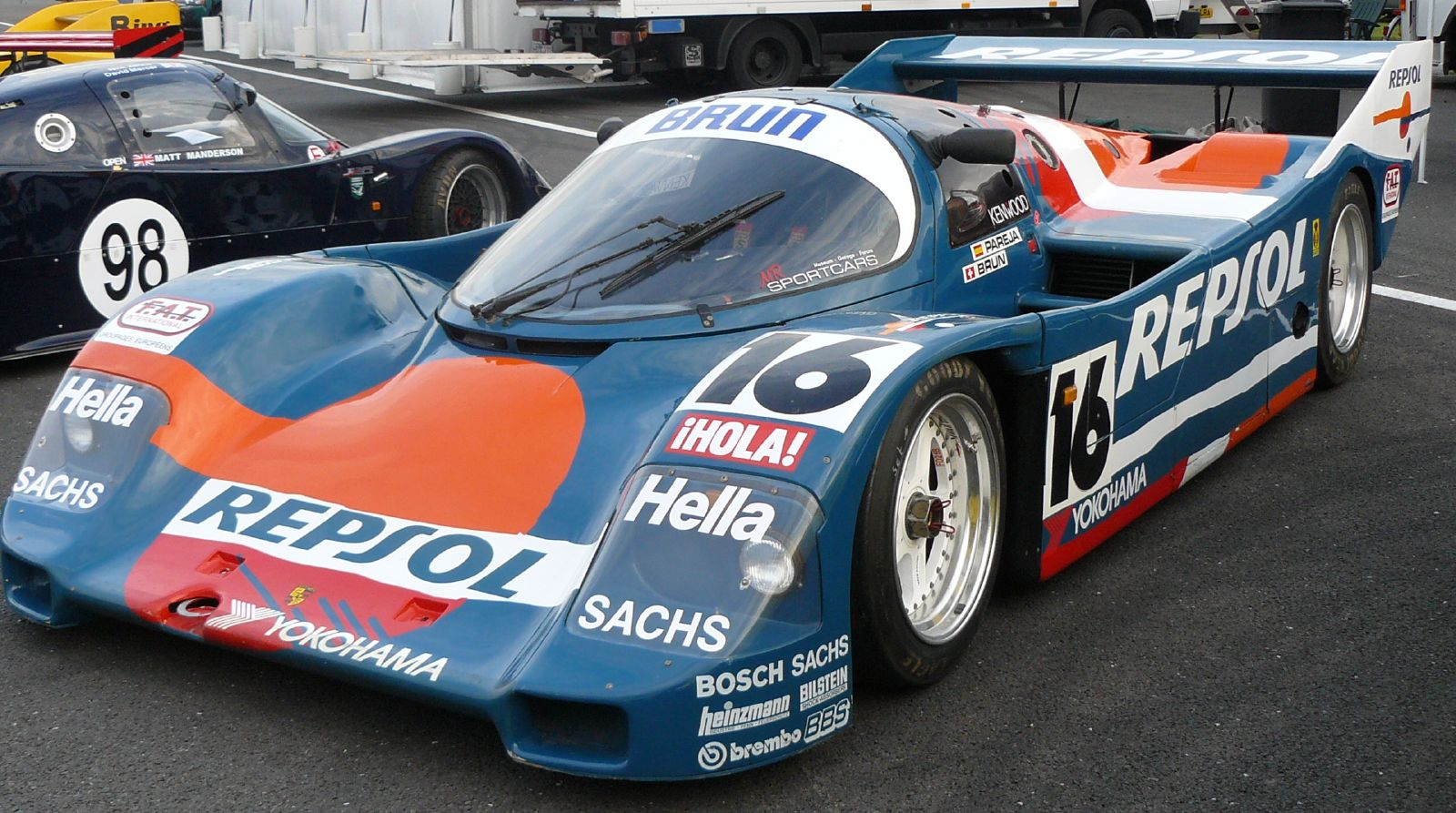
ポルシェ・962C
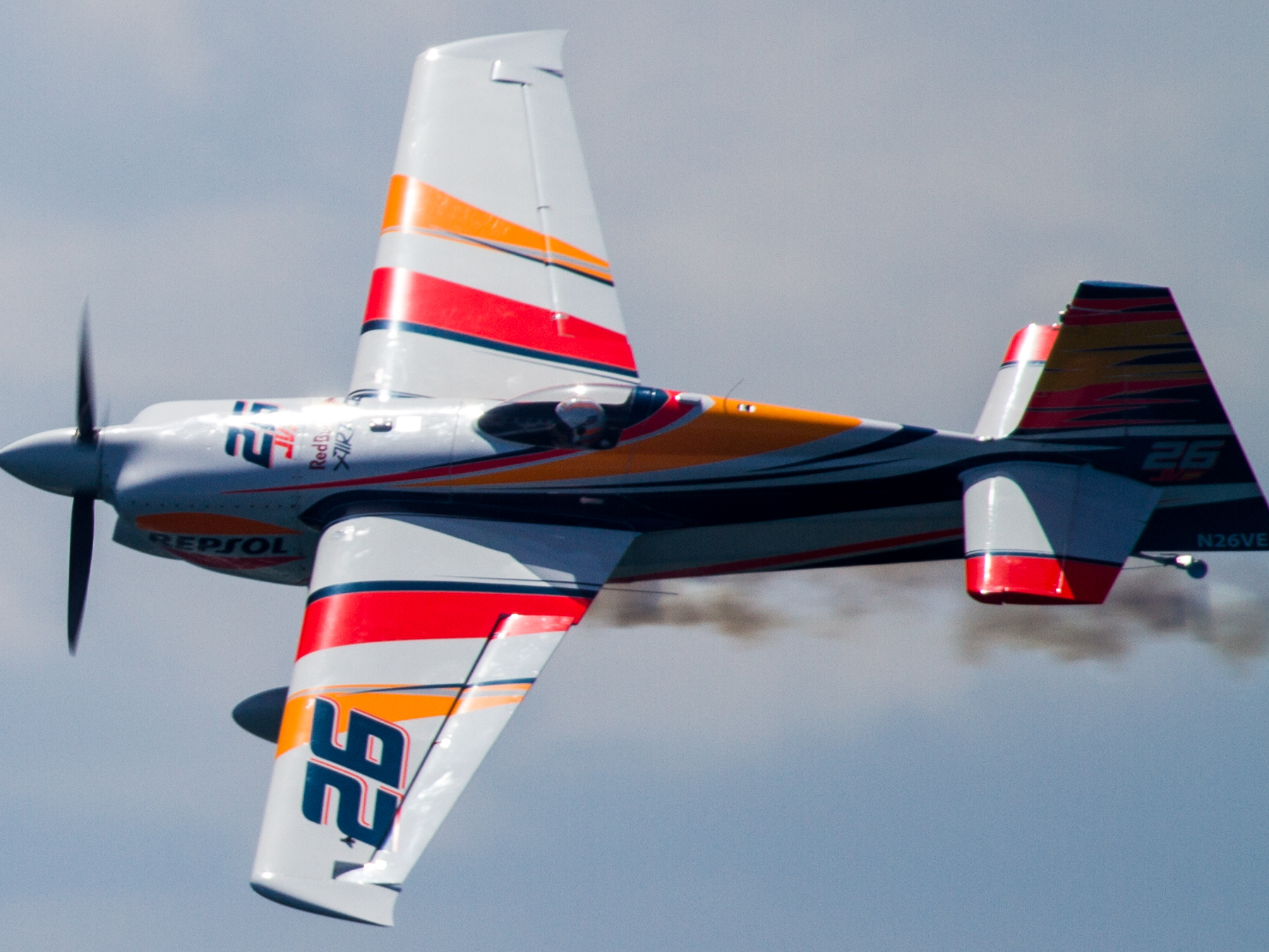
レッドブル・エアレース・ワールドシリーズ

## 参照
1. ↑  “GAO-10-515R Iran’s Oil, Gas, and Petrochemical Sectors” (PDF).   United States Government Accountability Office (2010年3月23日). 2010年5月20日閲覧。
2. ↑  Repsol seeks $10.5bn for YPF seizure - ウェイバックマシン（2012年4月18日アーカイブ分） - Financial Times
3. ↑  “Argentine Official Gazette Publishes Law 660, YPF Expropriation Now Official”. BrightWire[リンク切れ]
4. ↑  “Honda Racing Corporation and Repsol to end collaboration after 2024” (2024年11月19日). 2025年1月3日閲覧。
5. ↑  Repsol, Redacción Box (2024年9月8日). “Repsol no renovará su acuerdo con HRC en MotoGP” (スペイン語). Box Repsol. 2025年1月3日閲覧。
6. ↑  “Honda set to renew Repsol MotoGP title sponsorship deal” (2020年10月15日). 2022年1月29日閲覧。
7. ↑  “Carlos Sainz 1989-1997. Best Spanish Rally driver in History” (2021年2月26日). 2022年1月29日閲覧。